# Joseph Fielding Smith (filho)
Joseph Fielding Smith (Salt Lake City, Utah, 19 de Julho de 1876 — Salt Lake City, Utah, 2 de Julho de  1972) foi um religioso estadunidense, o décimo presidente de A Igreja de Jesus Cristo dos Santos dos Últimos Dias. Era filho de Joseph Fielding Smith. O pai é conhecido como Joseph F. Smith, a fim de diferenciá-lo do filho.
Foi o último descendente do irmão de Joseph Smith Jr., Hyrum Smith, a presidir A Igreja de Jesus Cristo dos Santos dos Últimos Dias.